# Jes Høgh
Jes Høgh (Aalborg, Dinamarca, 7 de mayo de 1966) es un exfutbolista danés, se desempeñaba como defensa y se retiró en 2001 jugando para el Chelsea FC.

## Clubes
| Club          | País       | Año         | Partidos | Goles |
| Aalborg Chang | Dinamarca  | 1986 - 1987 | 50       | 0     |
| Aalborg BK    | Dinamarca  | 1987 - 1991 | 95       | 13    |
| Brøndby IF    | Dinamarca  | 1991 - 1994 | 79       | 6     |
| Aalborg BK    | Dinamarca  | 1994 - 1995 | 14       | 4     |
| Fenerbahçe SK | Turquía    | 1995 - 1999 | 115      | 6     |
| Chelsea FC    | Inglaterra | 1999 - 2001 | 17       | 0     |

## Palmarés
Brøndby IF
- Copa de Dinamarca: 1994

Aalborg BK
- Superliga danesa: 1994-95

Fenerbahçe SK
- Superliga de Turquía: 1995-96

Chelsea FC
- FA Cup: 2000

- Datos: Q685671